# Agricolankatu
Agricolankatu (suédois : Agricolagatan)  est une rue du quartier de Kallio à Helsinki en Finlande. 

## Présentation
Agricolankatu est une rue orientée d'Est en Ouest.
La rue est nommée en l'honneur de Mikael Agricola.

## Lieux et monuments
- Parc Matti Helenius
- Parc de l'ours
- Ihantola
- Agricolankatu 15, Caserne centrale
- Église du Kallio

## Rues croisées
- Pengerkatu
- Porthaninkatu
- Torkkelinkatu
- Fleminginkatu
- Kaarlenkatu
- Viides linja
- Itäinen papinkatu

## Galerie

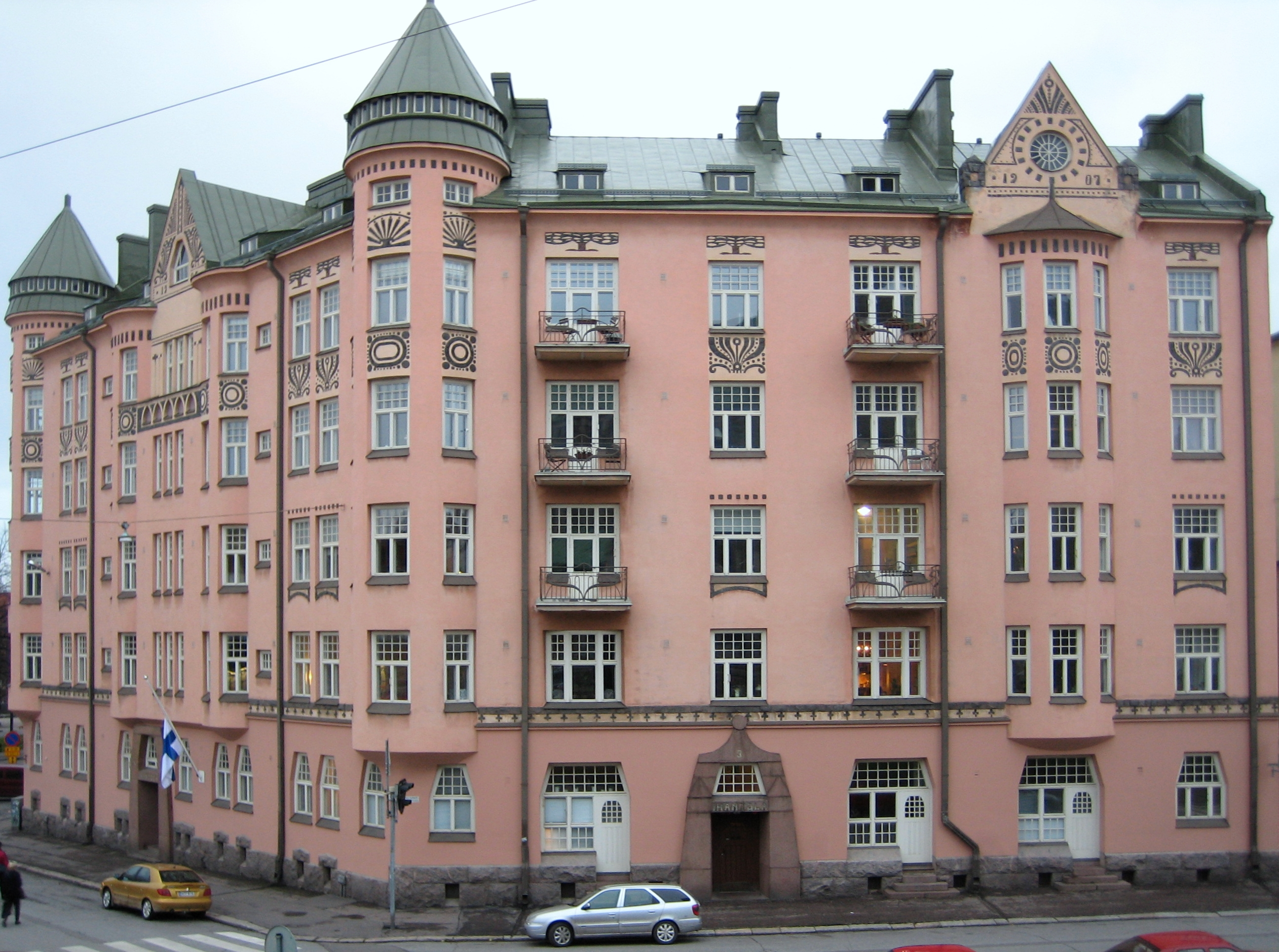
Ihantola
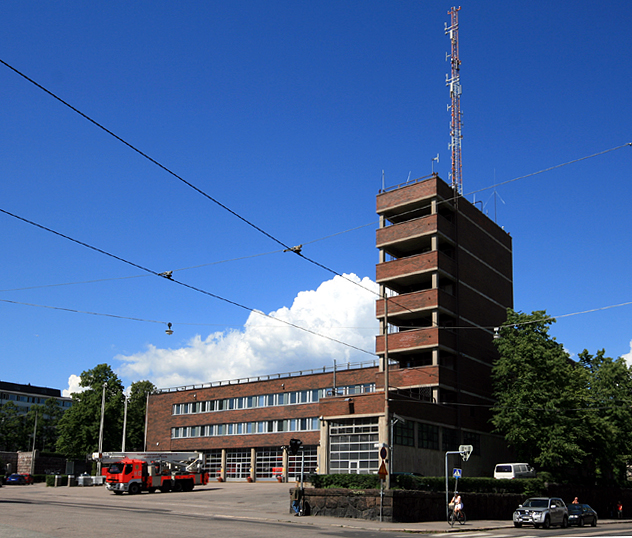
Caserne centrale.
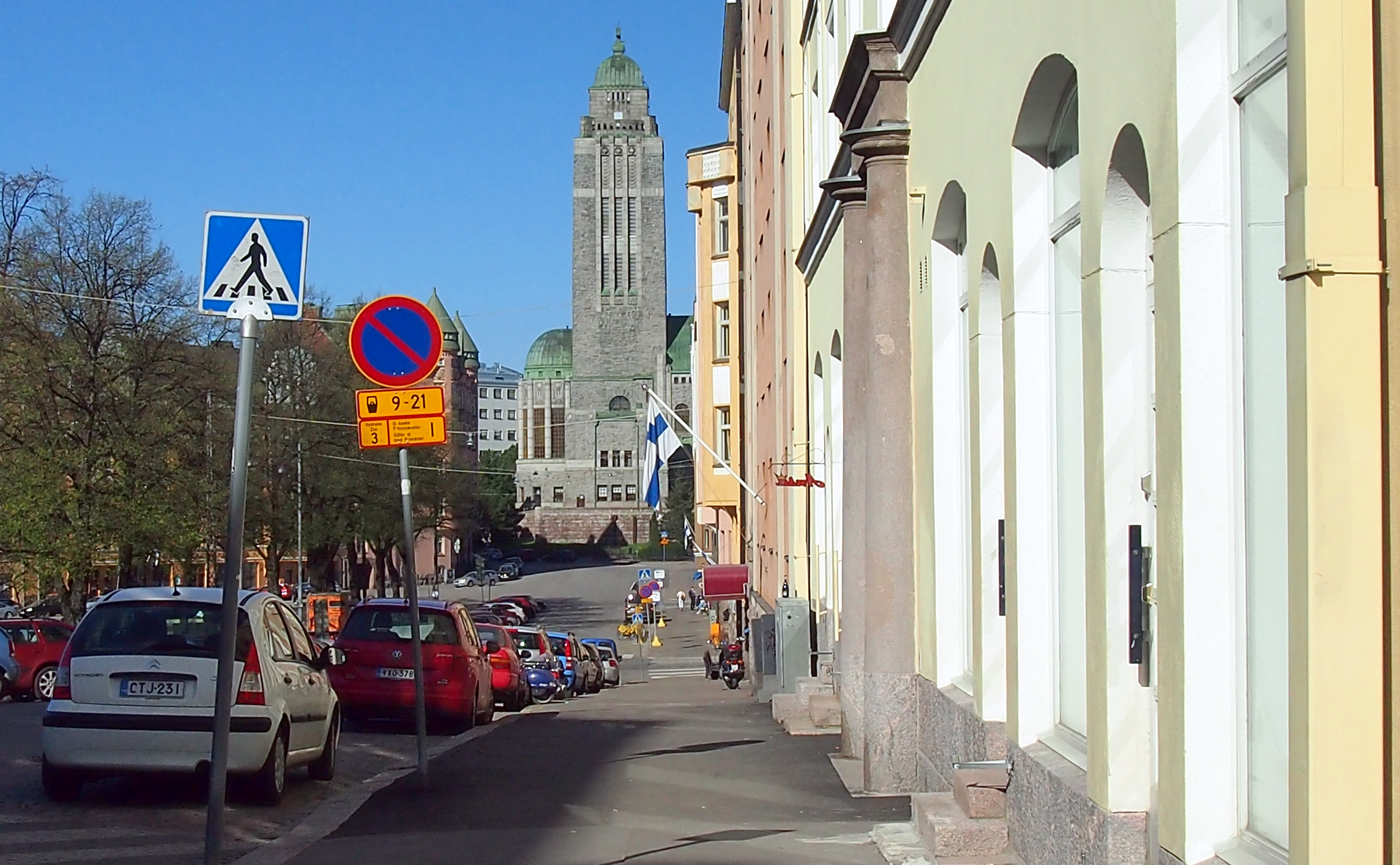
Agricolankatu, au fond l'Église du Kallio
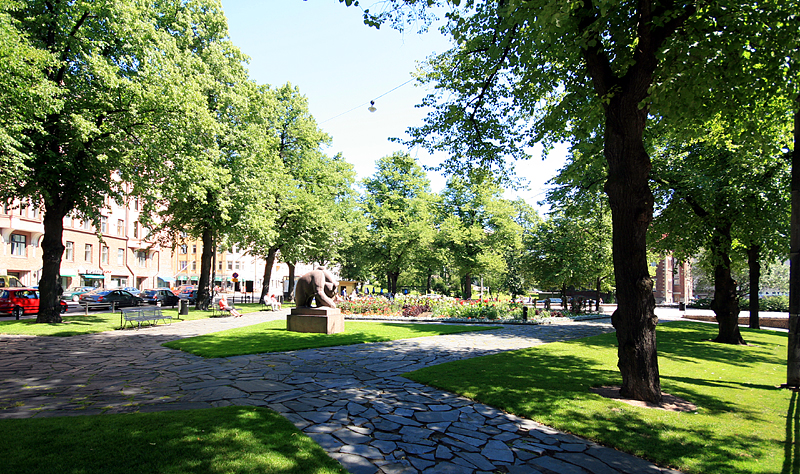
Parc de l'ours